# Franck Mbarga
Franck Mbarga (* 9. Januar 1992 in Yaoundé) ist ein französischer Fußballspieler kamerunischer Abstammung.

## Karriere

### Verein
2011 wurde er Teil der zweiten Mannschaft Hoffenheims, im Februar 2012 löste er seinen Vertrag auf. Zur Rückrunde der Saison 2012/13 schloss er sich der Reserve des SV Waldhof Mannheim an.
Im Sommer 2013 Mbarga verließ Deutschland und setzte seine Karriere in Griechenland der Reihe nach bei Anagennisi Giannitsa und FC Serres fort. 2014 zog er nach Bulgarien und spielte für Slawia Sofia. Zur Rückrunde der Saison 2015/16 verpflichtete ihn der türkische Zweitligist 1461 Trabzon. Schon nach wenigen Monaten löste er seinen Vertrag auf.
Mbarga war fast zwei Jahre ohne Verein, ehe er Anfang beim nordzyprischen Verein Küçük Kaymaklı TSK anheuerte. Im Sommer 2018 wechselte er zu Lokomotive Sofia in die zweite bulgarische Liga.